# A. Wiard Wiards

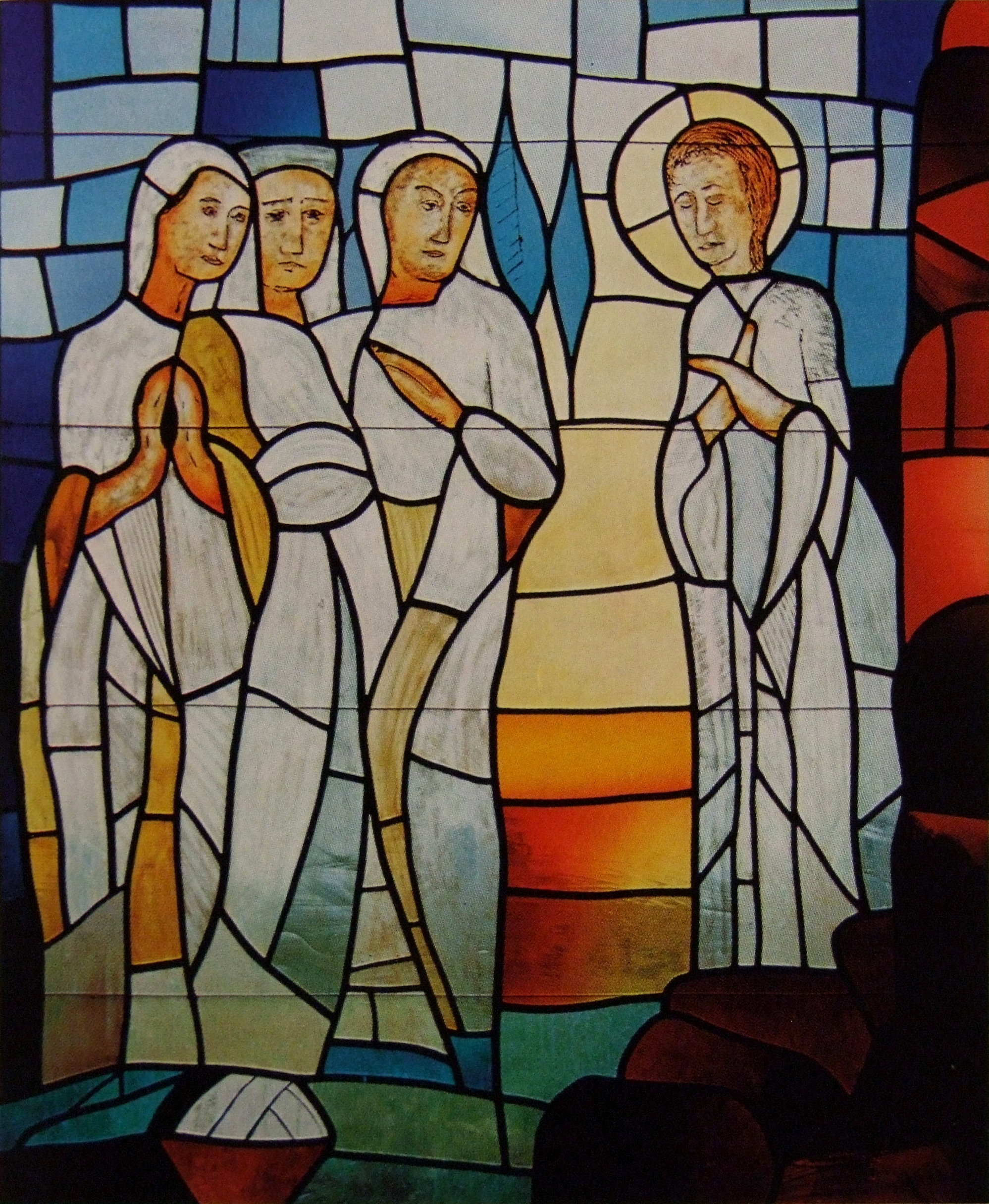
A. Wiard Wiards: Die drei Frauen finden das leere Grab, Bleiglasfenster 1966

A. Wiard Wiards (* 30. April 1939 in Norden als Adolf Wiard Wiards) ist ein Maler aus Ostfriesland.

## Leben
A. Wiard Wiards ist der Sohn von Margarete Wiards (geb. Marwedel, 1914–1963) und Adolf Wiards (1909–1943). Wie sein Vater wurde er auf den Rufnamen Adolf getauft, führt diesen Namen jedoch nicht. A. Wiard Wiards wuchs in Ostfriesland auf. Er ist verheiratet mit Margit Doris Wiards (geb. Hahn, * 1958). Aus früheren Beziehungen stammen sein Sohn Mathias Wiard Wiards (* 1969) und seine Tochter Adda Gesine Dörrie (* 1980). Nachdem er einige Jahre in Hannover und auf einem Resthof in Manslagt in Ostfriesland gewohnt hat, lebt und arbeitet A. Wiard Wiards seit 1993 in Stemmen.

## Ausbildung
Nach dem Besuch der Volksschule arbeitete A. Wiard Wiards zunächst eineinhalb Jahre auf einer landwirtschaftlichen Dömäne und absolvierte dann eine Ausbildung zum Maler und Glaser. Im Anschluss an seine Gesellenprüfung als Maler und Lackierer studierte er von 1959 bis 1965 an der Werkkunstschule Hannover angewandte Malerei (u. a. bei Gerhard Marks und Werner Brenneisen) und schloss das Studium als graduierter Designer ab. Nach seinem Studium folgten eine Tätigkeit als Glasmaler (vor allem Kirchenfenster), die Meisterprüfung als Maler und Lackierer und die Gründung eines eigenen Malereibetriebes. Seit 1969 ist A. Wiard Wiards als freischaffender Künstler tätig.

## Werk

### Frühe Jahre
Bereits vor seinem Studium begann A. Wiard Wiards mit seiner künstlerischen Arbeit, zunächst mit Aquarellen und Tempera-Arbeiten mit Motiven der ostfriesischen Landschaft. Die während seiner Studienjahre akademisch dominierende Malerei war abstrakt und stand dem Tachismus nahe. Im Studium beschäftigte sich A. Wiard Wiards mit Wand- und Deckenmalerei, zunehmend auch mit Glasmalerei, die er später auch in eigene Glasarbeiten wie Kirchenfenster umsetzte. Hier begann seine Hinwendung zur gegenständlichen Malerei, die die folgenden Jahre prägte.

### Phantastischer Realismus

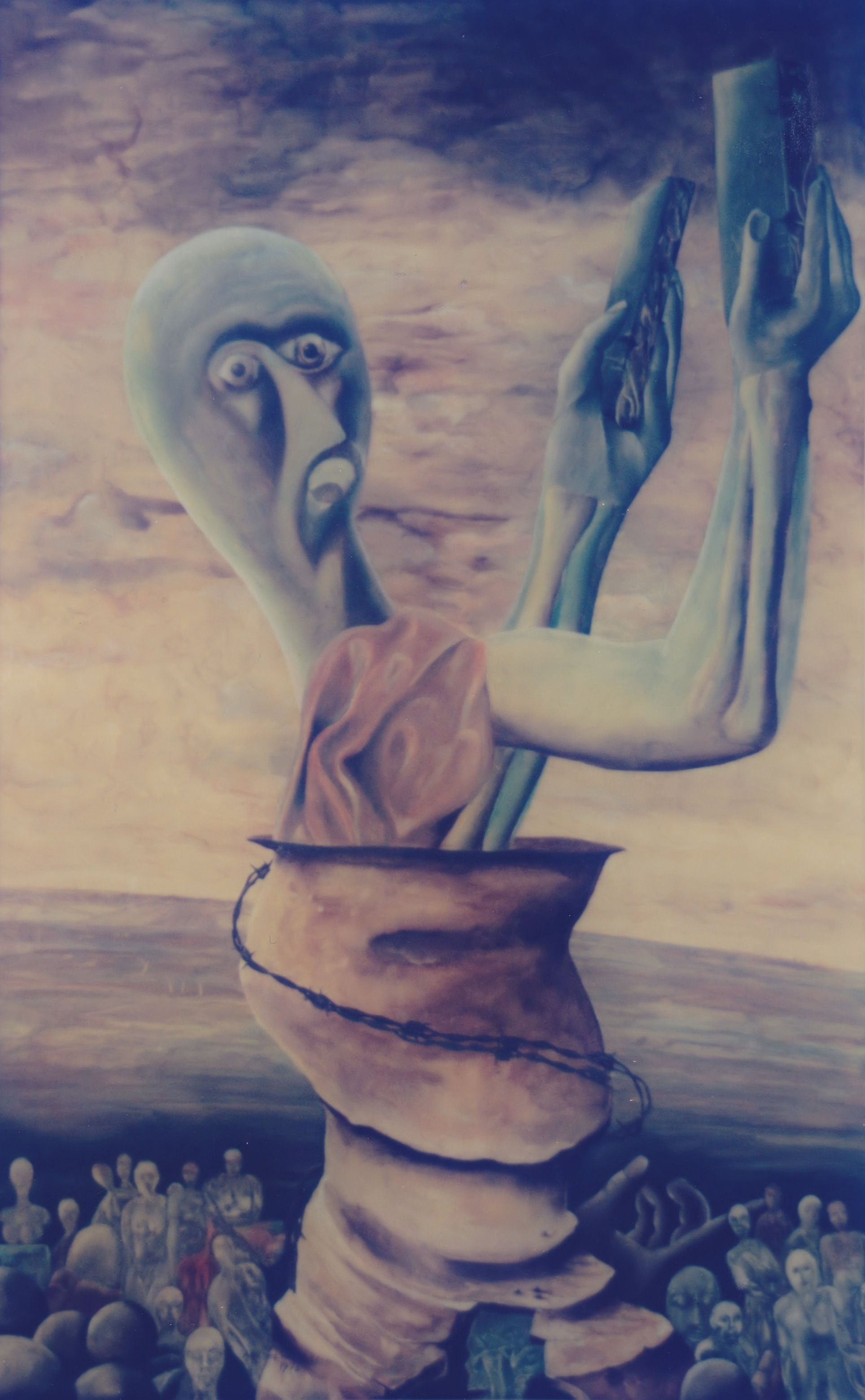
A. Wiard Wiards: Mose auf dem Sinai. Öl auf Leinwand, 1974

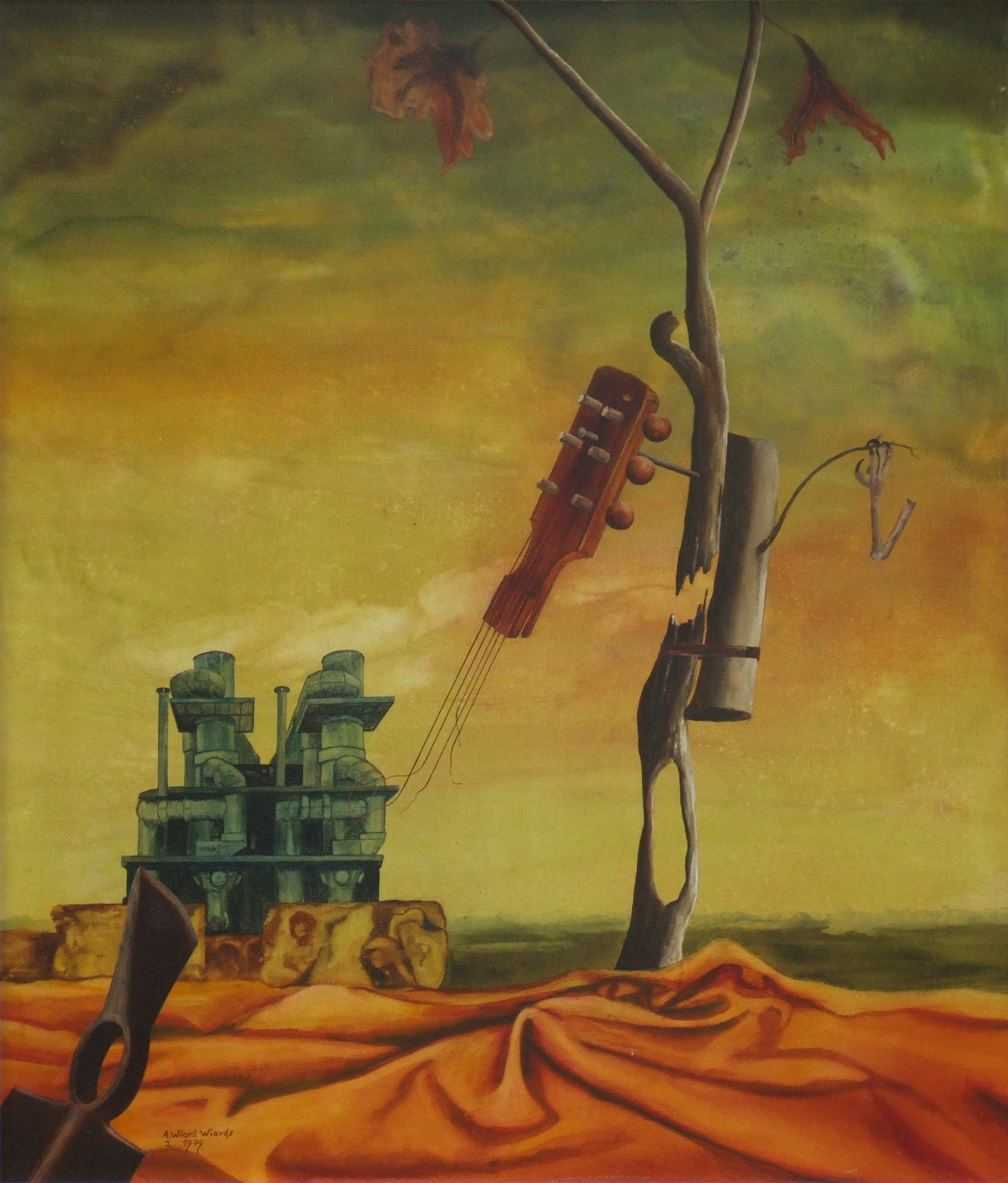
A. Wiard Wiards: ohne Titel. Öl auf Leinwand, 1979

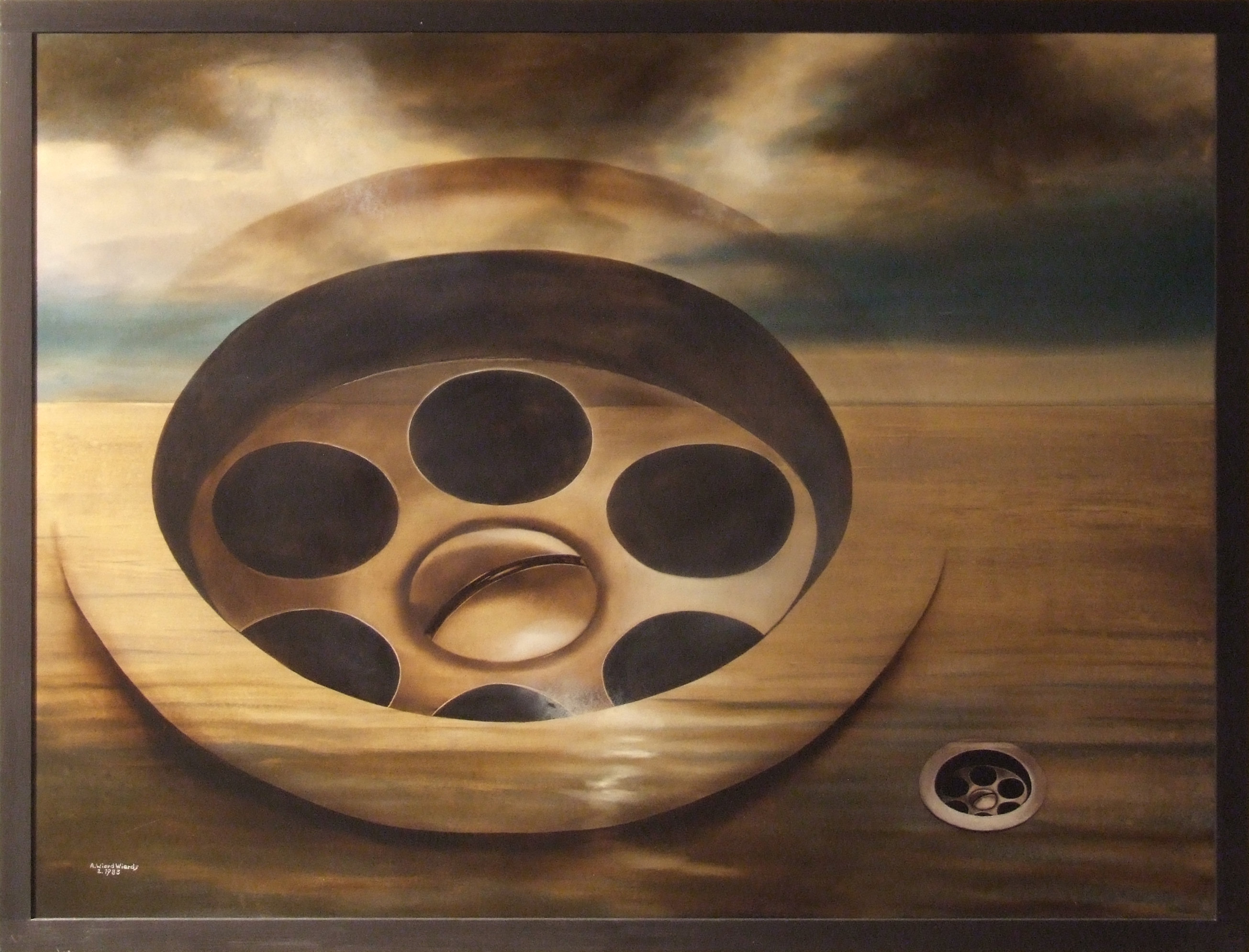
A. Wiard Wiards: ohne Titel. Öl auf Leinwand 1983

Seit Anfang der 1970er Jahre entstanden vor allem großformatige Ölbilder auf Leinwand im Stil des phantastischen Realismus, oft mit dem Meer oder ostfriesischen Landschaften als Hinter- oder Untergrund. Gegenstände, Figuren und Hintergründe wurden mit hohem handwerklichen Anspruch realistisch ausgearbeitet, aber phantastisch komponiert.
In der ersten Hälfte der 1970er Jahre interpretierte A. Wiard Wiards so v. a. biblische Themen. In bedrückender Atmosphäre, bestimmt von Gelb-, Grün- und Brauntönen, stehen kahlköpfige Figuren im Zentrum und scheinen den (religiösen) Moment vor allem zu durchleiden.
Gegen Ende dieser Phase begann die Natur und ihre Zerstörung in den Mittelpunkt der Betrachtung zu treten. Kleinere Objekte, wie Strandgut und Vogelknochen, in der Regel „gestorbenes“ Material, wurden realistisch wiedergegeben und vor Küstenlandschaften arrangiert.

### Umweltkritischer Realismus
Das Thema der Umweltzerstörung entfernte A. Wiard Wiards zunehmend vom Phantastischen Realismus. Die altmeisterliche Technik des Ölmalens auf Leinwand behielt er bei; je drängender der Maler die ökologischen Problemen wahrnahm, umso eindeutiger wurden Komposition und Aussage. Ab Anfang der 1980er Jahre dominierten großformatige Abbildungen von Ausgüssen, Abwasserrohren und Plastikmüll Wiards' Werk.

### Abstrakte Mischtechnik
Seit Ende der 1980er Jahre arbeitet A. Wiard Wiards vorzugsweise in einer besonderen Mischtechnik. Dabei trägt er auf feste Bildträger, wie Holz- oder Spanplatten, nach der Grundierung zunächst eine weiße pastose Masse auf, in die er mit festen Gegenständen wie Spachtel oder Griffel Strukturen einträgt. Nach der Aushärtung bringt er auf diese Schicht mehrfach unterschiedliche, aus Farbpigmenten und Bindemitteln bestehende Farbflächen auf, die er jeweils nach ihrer Trocknung weitgehend wieder abschleift und erneut übermalt. Im Resultat entsteht eine differenzierte und transparent wirkende Farbigkeit. In einer letzten Arbeitsphase trägt A. Wiard Wiards auf seine Bilder ultramarinblaue Streifen auf, die unterschiedliche Bedeutung haben, indem sie einen Energiefluss beschreiben, eine Denk- oder Betrachtungsrichtung verdeutlichen und eine kompositorische Klammer bilden.

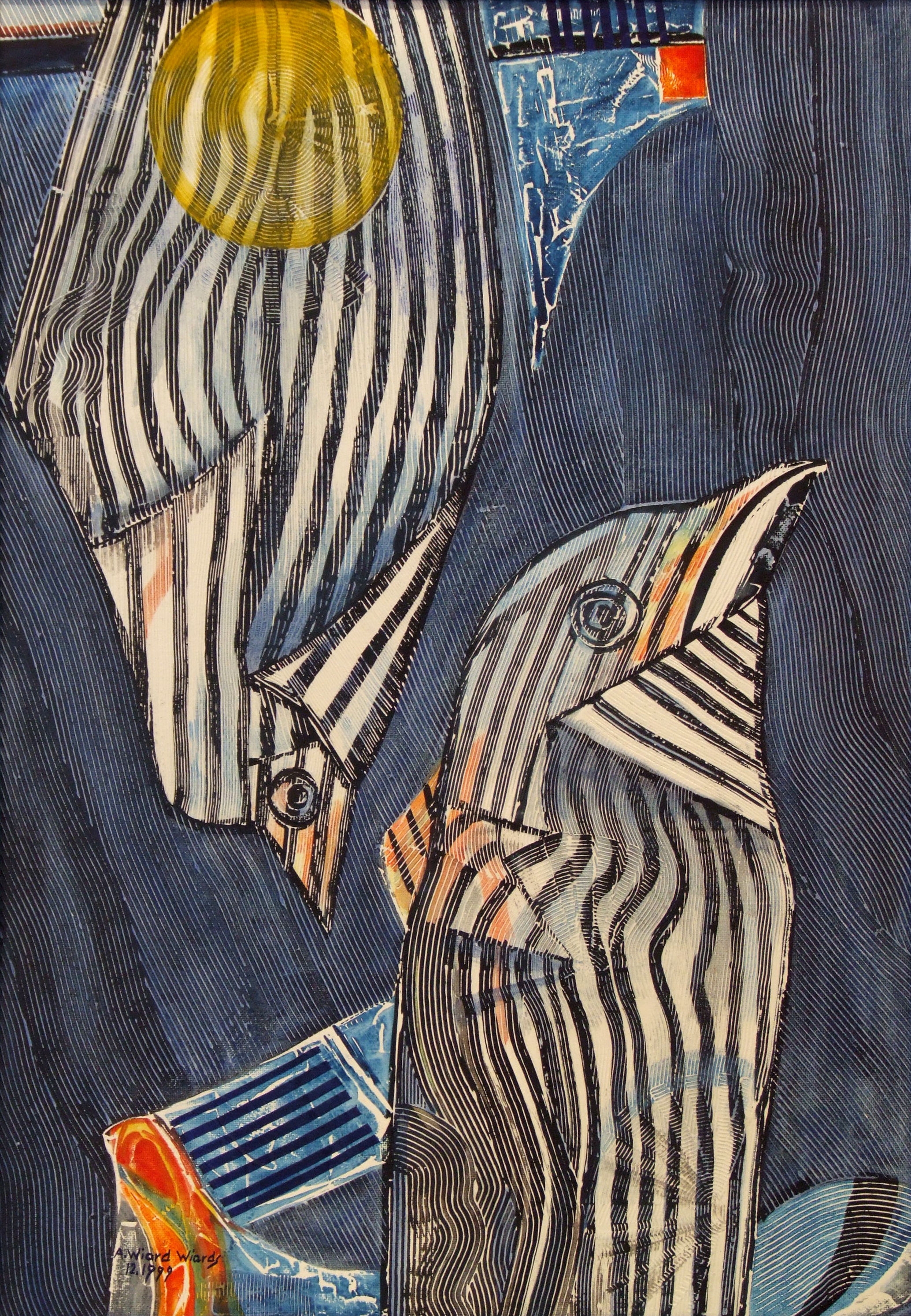
A. Wiard Wiards: Ikaros und Daidalos. Mischtechnik auf Platte, 1999

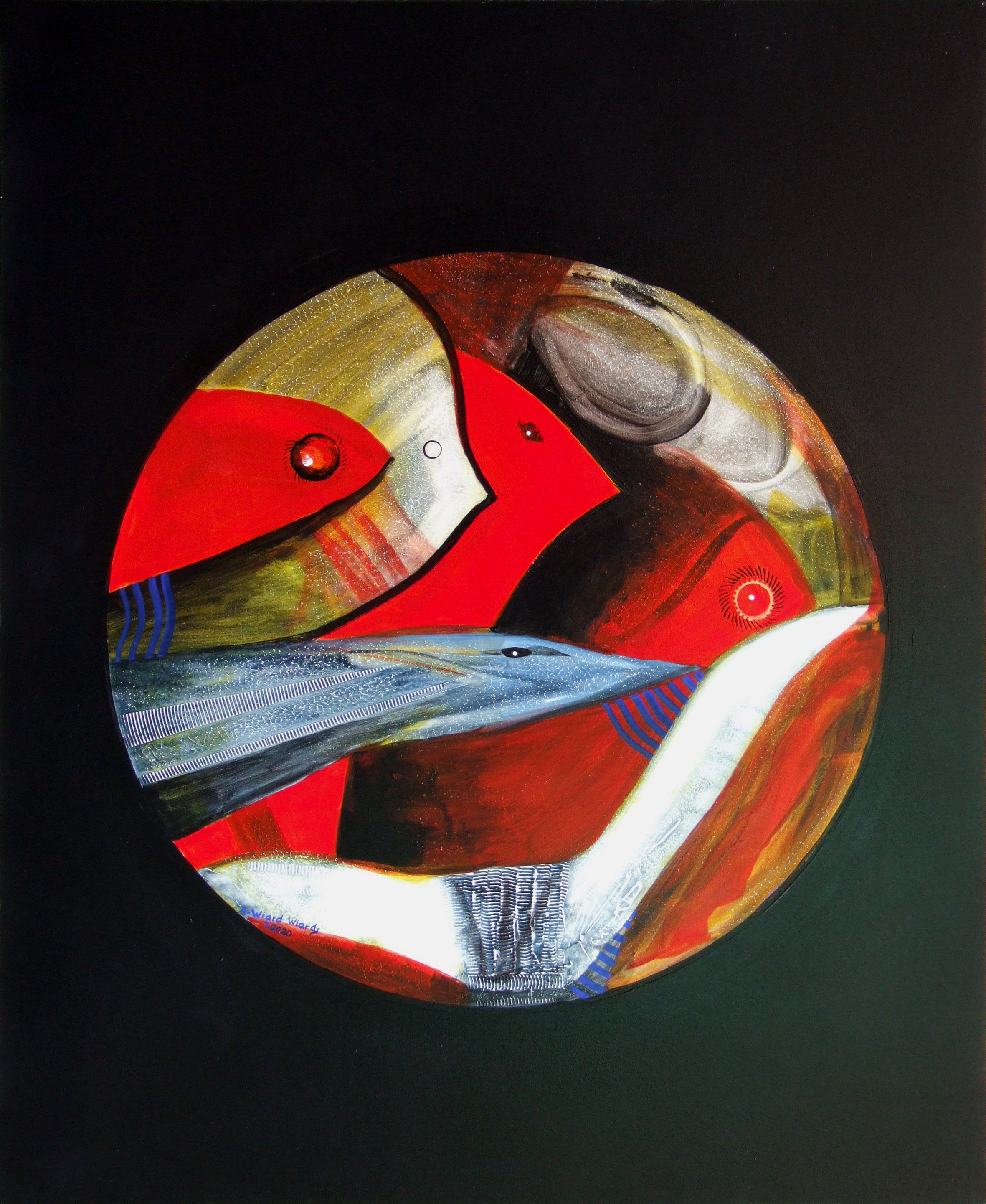
A. Wiard Wiards: 5. Schöpfungstag – Gott schuf Fisch- und Vogelschar. Mischtechnik auf Platte, 2020

In seinen Arbeiten befasst A. Wiard Wiards sich derzeit (2021) vorwiegend mit mythologischen Themen „das heißt mit archetypischen Grundfragen und -problemen, mit universellen menschlichen Konstellationen und Konflikten.“
In den Jahren vor 2020 sind Arbeiten u. a. zu Ovids „Tristien“ und „Memnons-Vögel“, zum Gilgamesch-Epos, zu Goethes Faust und zum Zauberlehrling, zur Symphonie fantastique von Hector Berlioz, zu „Von dem Fischer un syner Fru“ von Philipp Otto Runge, zu den Nordsee-Zyklen von Heinrich Heine und zu der Novelle „Jettatura“ von Theophile Gautier entstanden. Die gegenständlich wirkenden, detailreichen, überwiegend großformatigen Arbeiten „stellen diese Themen verschlüsselt dar, mit vielfältigen Metaphern und Hinweisen.“

### Das Haus als Kunstwerk
Im Laufe der Zeit verloren Ausstellungen für A. Wiard Wiards zunehmend an Bedeutung. Stattdessen gestaltete er in rund 13-jähriger Arbeit sein Wohnhaus in Stemmen vollständig zu einem „Gesamtkunstwerk“. Dabei bemalte er jede Wandfläche, Decke und Schräge, jede Tür und viele Möbelstücke. Die Fußböden sind aus entsprechenden Mosaiken zusammengesetzt, Spiegelflächen und -gegenstände eingearbeitet sowie farbige Glasfenster eingebaut.
Themen sind vor allem die griechisch-römische sowie die christliche Mythologie, wobei die einzelnen Räume Schwerpunkte setzen, aber auch aufeinander verweisen.
Diese Erarbeitung eines eigenen Umfeldes schaffte dem Maler einen Schutzraum und ist zugleich Ausdruck des Bestrebens nach größtmöglicher inhaltlicher Konzentration.

### Ausstellungen (Auswahl)
A. Wiard Wiards stellte seine Werke seit 1975 bei etwa 50 Ausstellungen aus. (k= kollektiv)
- 1975, 1976: Foyer des Amtes für Gemeindedienst, Hannover
- 1976: BBK (k), Kubus, Hannover
- 1979: Galerie 20, Langenhagen
- 1979: BBK (k), Olsztyn
- 1980: Winterausstellung der SSK (k), Norden
- 1980: Kunstmarkt (k), Göttingen
- 1981: Galerie am Zoo, Hannover
- 1981, 1982, 1987, 2010: Greetsieler Woche (k), Greetsiel
- 1985: Galerie Meyer & Müller, Hannover
- 1988: Pelzerhaus-Museum, Emden
- 1990: Torhaus (k), Schaumburg
- 2003: Städtische Galerie Najac